# Lahiguera
Lahiguera är en kommun i Spanien.   Den ligger i provinsen Provincia de Jaén och regionen Andalusien, i den centrala delen av landet, 270 km söder om huvudstaden Madrid. Antalet invånare är 1 856. Arean är 44 kvadratkilometer.
Terrängen i Lahiguera är platt åt nordost, men åt sydväst är den kuperad.